# Bankim Chandra Chattopadhyay

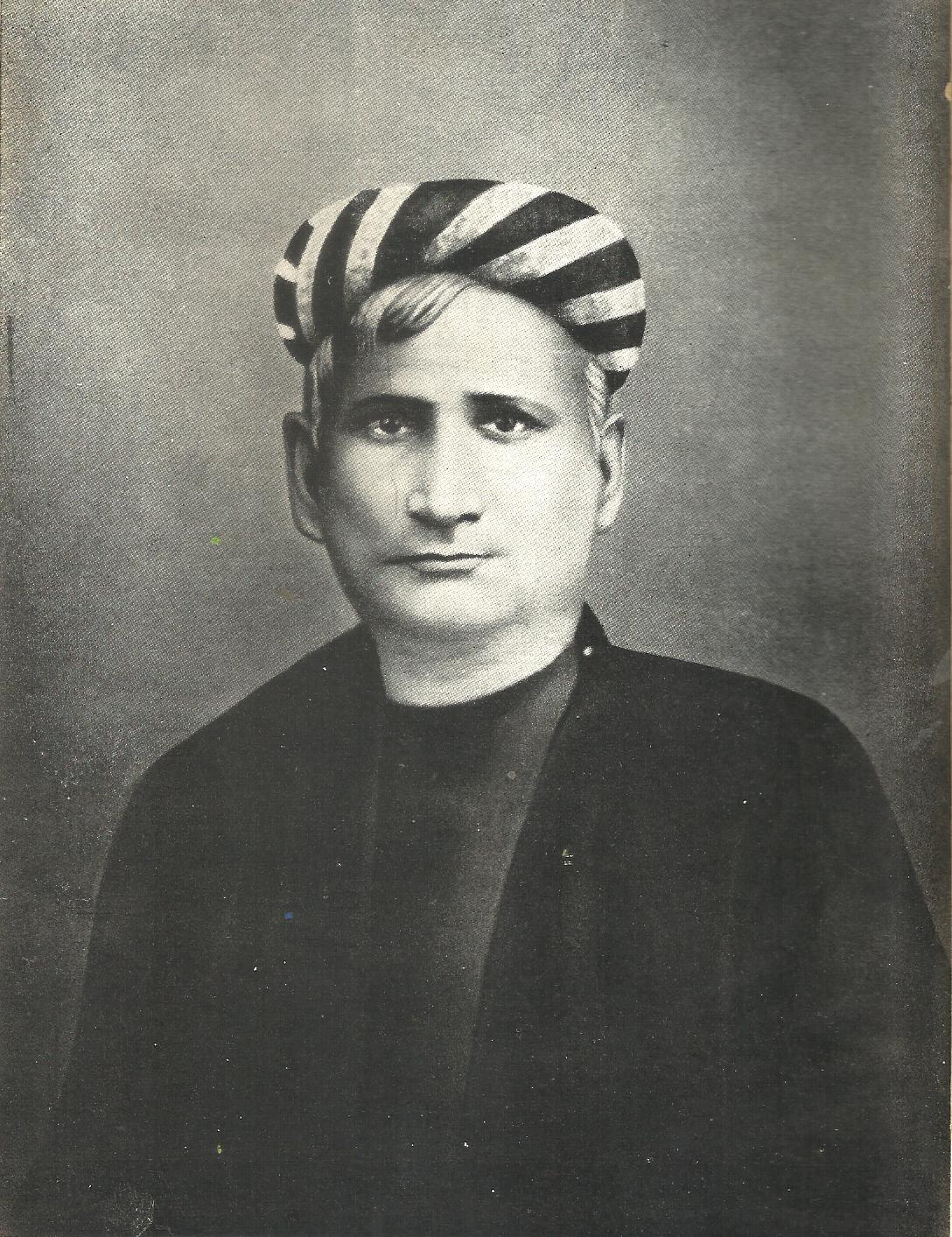
Bankim Chandra Chattopadhyay

Bankim Chandra Chattopadhyay (anglisierend auch Chatterjee; bengalisch: বঙ্কিম চন্দ্র চট্টোপাধ্যায, Baṅkima Candra Caṭṭopādhyāẏa; * 26. Juni 1838 in Kanthalpara, Naihati; † 8. April 1894 in Kolkata) war ein indischer Autor aus Bengalen. Der Romanautor, Essayist und Herausgeber Chattopadhyay gilt als der populärste Schriftsteller der bengalischen Renaissance des 19. Jahrhunderts; seine in Zeitschriften erscheinenden Romane wurden nicht nur im Kolkata der 1870er Jahre mit großer Spannung erwartet und viel gelesen, sondern gelten wegen ihrer nationalen Tendenzen und ihrer sprachlichen Gestalt bis heute als Meilensteine in der indischen Literaturgeschichte.

## Biografie
Bankim Chandra wurde im Dorf Kanthalpara nahe der Bahnstation Naihati geboren und besuchte mit sechs Jahren die englische Schule in Medinipur, wo sein Vater, ein orthodoxer Kulin-Brahmane, als Deputy Collector (Steuereinnehmer) der englischen East India Company tätig war. Bankim Chandra galt schon früh als brillanter Schüler; sein besonderes Interesse galt dem Sanskrit. Als Elfjähriger wurde er 1849 mit einer Fünfjährigen verheiratet, die jedoch früh verstarb. Im Anschluss an die Schule besuchte Bankim Chandra ab 1849 das Mohsin-College in Hugli-Chunchura, wo sieben seiner Lehrer Europäer waren. 1856 wechselte er ins Presidency College (früher: Hindu College) in Kolkata, um Recht zu studieren. Nach dem Abschluss im Jahr 1858 – er war einer der beiden ersten, die auf der neu gegründeten Universität ihr Bakkalaureat ablegten – trat er in den Regierungsdienst und war die folgenden 33 Jahre als Deputy Collector (Steuereinnehmer) u. a. im ostbengalischen Jessore tätig. Bankim Chandra heiratete nach dem Tod seiner ersten Frau nochmals; von seiner zweiten Frau, Rajlakshmi Devi Choudhuri, die aus einer angesehenen Familie aus Halishahar, einem Stadtteil von Chittagong im damaligen Ostbengalen, heute Bangladesch, stammte und die großen Einfluss auf sein Werk ausübte, hatte er drei Töchter. Sein Wunsch nach Pensionierung wurde lange Zeit abgelehnt, eine Beförderung in den Höheren Dienst erhielt er jedoch auch nicht. 1891 trat er mit einer Pension von 400 Rupien monatlich in den Ruhestand, starb aber schon 1894 im Alter von nur 55 Jahren.
Bankims Kompetenz als effizienter Verwaltungsmann war unbestritten; 1892 erhielt er den Ehrentitel eines Rai Bahadur, noch in seinem Todesjahr 1894 wurde er zum Companion of the Order of the Indian Empire (C.I.E.) ernannt.
Sein Auftreten wurde als aristokratisch, er selbst als starke Persönlichkeit beschrieben, mit einem wohlhabenden Familienhintergrund und einem großen bengalischen Freundeskreis, dem u. a. Rabindranath Tagore angehörte.
Der Rowlatt-Report von 1918 hielt den „wohlbekannten Roman“ für eine der geistigen Ursachen der zunehmenden politischen Unruhen im Lande.

## Werk
Bankim Chandra hat im Lauf seines Lebens – anders als seine Zeitgenossen Dwarkanath Tagore, Rammohan Roy oder Michael Madhusudan Dutt – Bengalen niemals verlassen. Seine Kenntnisse des alltäglichen Lebens auf dem Lande, wo er als Steuereinnehmer mit der Bevölkerung in engem Kontakt stand, vor allem der unzugänglichen Sümpfe der Sundarbans mit ihren Schmuggler- und Räuberbanden und des städtischen Lebens von Kolkata ermöglichten ihm aber, die sozialen Grenzen, die ihm gesetzt waren, zu überschreiten und ein lebensvolles Bild des bengalischen Alltags in der zweiten Hälfte des 19. Jhs. zu zeichnen. Sein sprachliches und inhaltliches Eingehen auf die Gegenwart bedeutete den Bruch mit den bisher üblichen märchenhaften Erzählungen, die dazu noch in schwer verständlicher poetischer und Sanskritform verfasst waren.
Bankim Chandra veröffentlichte nach einigen poetischen Versuchen und einem ersten Roman in englischer Sprache (Rajmohan's Wife) nahezu ausschließlich in seiner Muttersprache Bengali; die Mischung von klassischen Sanskrit- und umgangssprachlichen Begriffen ermöglichte zum ersten Mal die Darstellung alltäglicher Situationen und Lebenswelten. Die Wirkung des von ihm herausgegebenen Magazins Bangadarshan („Bengalischer Spiegel“, seit 1872) und seine literarische Wirkung auf die folgenden Schriftstellergenerationen kann kaum überschätzt werden: „Bangadarshan wirkte wie der erste Regen am Ende der Trockenzeit“ (Rabindranath Tagore). Der erste Roman (Durgeshnandini, 1865) erregte sofort nach Erscheinen großes Aufsehen; er begründete die Literaturgattung des modernen bengalischen Romans. Bankim Chandra erreichte dabei zwar noch nicht die Freiheit im Umgang mit dem Bengali wie sein Schüler und Nachfolger Rabindranath Tagore, seine spannenden, wirklichkeitsnahen Darstellungen des indischen Alltags sind aber bis heute unübertroffen. Entsprechend werden Bankim Chandras Werke noch heute in Bengalen viel gelesen und nachgedruckt, Namen und Charaktere seiner Helden sind Allgemeingut. Sein bekanntestes Werk ist der 1866 erschienene historische Roman Kapalkundala, der 20 Jahre später auch eine Übersetzung ins Deutsche erfuhr; er verrät sowohl Einflüsse von Kalidasas Sanskritdrama Sakuntala als auch von Shakespeares The Tempest.

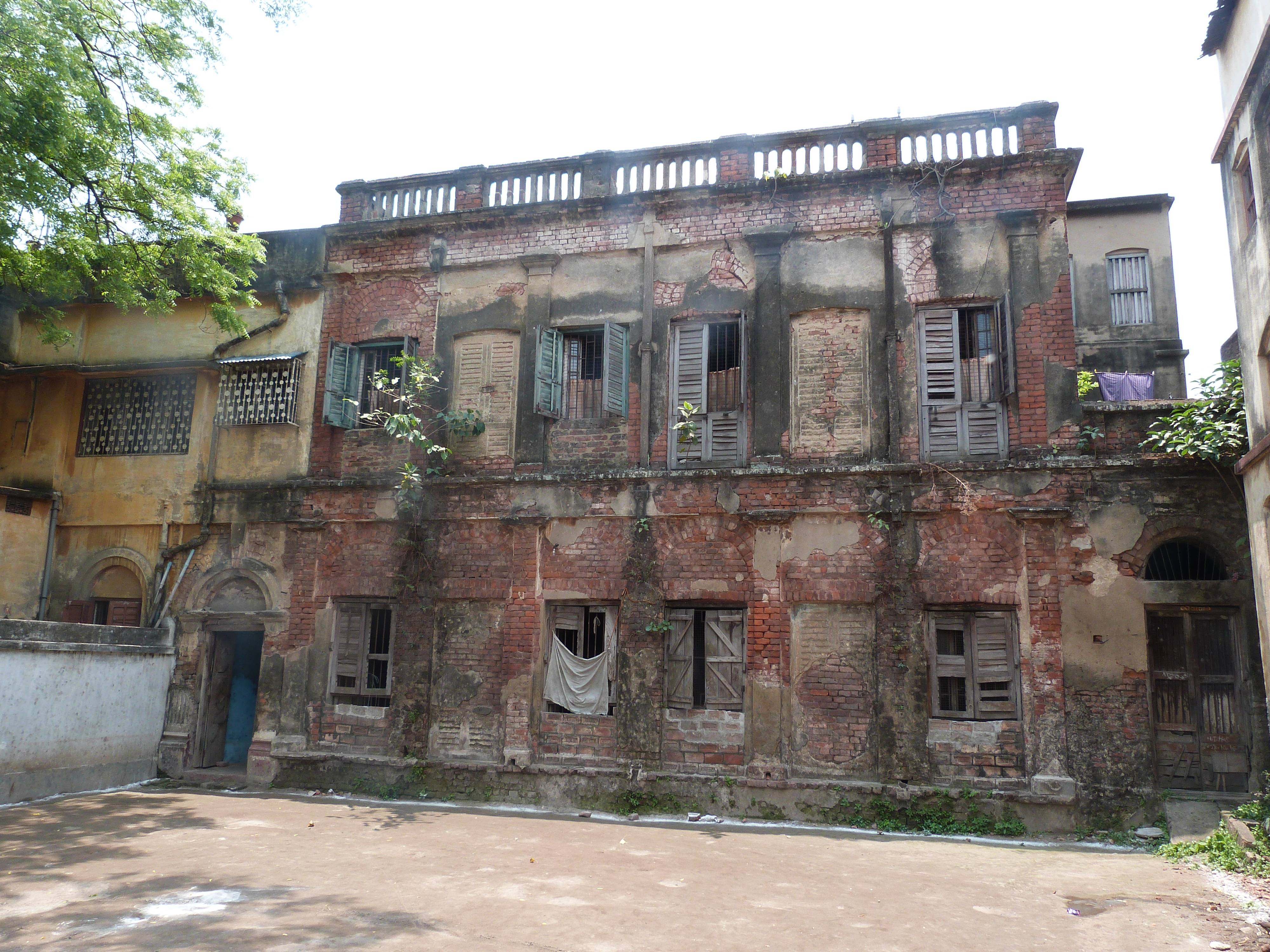
Das Haus in 218 Panchanantala Road in Haora, das Bankimchandra von 1881 bis 1886 als Deputy Magistrate und Deputy Collector bewohnte.

Wie bei Charles Dickens lag die Ursache von Bankim Chandras Erfolg (neben seinen stilistischen Fertigkeiten) auch darin, dass er der Haltung seines eher konservativen Publikums Rechnung trug; so setzte er auf Wandel durch Verständnis, Erziehung und Annäherung, nicht auf den kompromisslosen Bruch, z. B. beim Thema Witwenverbrennung, Wiederheirat von Witwen oder Kastenwesen. Wie Dickens setzte Bankim Chandra auch auf die Wirkung des Romantischen bis hin zur Sentimentalität; viktorianische und Hindu-Moralität gingen dabei Hand in Hand, die Entsagung des Einzelnen stand im Zweifelsfall über der Erfüllung individueller Wünsche und Begierden, und im Konflikt zwischen Leidenschaft und Moral (dharm) bewertete er das moralische Verhalten als höher stehend. Bankim Chandras romantische Ader trug ihm, insbesondere nach Kapalkundala, bald den Ruf eines „bengalischen Scott“ (Ivanhoe) ein, und der Einfluss seiner Romane auf seine vor allem weiblichen Leser sorgte in konservativen Kreisen für Stirnrunzeln.
Die Erfahrungen als Zoll- und Steuerbeamter und seine selbstbewusste, kolonialkritische Einstellung brachten Bankim Chandra öfters in Konflikt mit seinen britischen Arbeitgebern; vor den geistigen und wissenschaftlich-organisatorischen Leistungen der Europäer hatte er jedoch stets Respekt. Zum Erhalt seiner Arbeitsstelle und zur Tilgung familiärer Schulden sah er sich daher in der Folge zu manchem literarischen Kompromiss genötigt. Die in seinem politischen Roman Anandamath (1882) aufgeführte Hymne Bande Mataram („Ich beuge mich vor Dir, Mutter [Indien]“) wurde jedoch schnell zum Schlachtruf der nationalgesinnten Inder; anders als spätere Fanatiker schloss Bankim Chandra dabei aber Hindus wie Muslime stets gleichermaßen in seine Vorstellungen von einer indischen Identität mit ein. Die Notwendigkeit der englischen Herrschaft stellte er aber nicht in Frage.
Bankim Chandras Haus im nördlichen Distrikt von Kolkata (Sri Gopal Mullick Lane) harrt, anders als der gut erhaltene Familiensitz der Tagores, noch der endgültigen Renovierung.

## Werke
Bankim Chandra Chattopadhyay veröffentlichte hauptsächlich Romane, zumeist auf Bengali und Englisch, außerdem philosophische und religiöse Abhandlungen.
Romane
- Rajmohan's Wife (1864) – Original Englisch
- Durgeshnandini (1865) – erster Roman in bengalischer Sprache
- Kapalkundala (1866) – historischer Roman in der Nachfolge von Walter Scotts Ivanhoe, spielt zur Zeit des Mogulkaisers Akbar (reg. 1556–1605); einer der ersten indischen Prosaromane überhaupt. Im Mittelpunkt steht die Kali-Verehrung und eine tantrische Form indischer Religiosität. Deutsche Übersetzung von Curt Klemm 1886 unter dem Titel Kopal-Kundala.
- Mrinalini (1869)
- Bishabriksha (1873) – Liebe, Witwenheirat, Konvention und Tradition.
- Indira (1873, überarbeitet 1893)
- Jugalanguriya (1874)
- Radharani (1876, erweitert 1893)
- Chandrasekhar (1877)
- Kamalakanter Daptar (1875) – Bekenntnisse und Lebensansichten eines bengalischen Literatur-Bohemiens.
- Rajni (1877)
- Krishnakanter Uil (1878) – Familienroman, der den Konflikt zwischen Tradition und Individuum am Beispiel verwitweter Frauen thematisiert.
- Rajsimha (1882)
- Anandamath (1882) – behandelt die Hungersnot in Bengalen der Jahre 1770–71 und die damit verbundenen Unruhen.
- Devi Chaudhurani (1884)
- Kamalakanta (1885)
- Sitaram (1887)
- Muchiram Gurer Jivancharita

Religiöse Schriften
- Krishna Charitra (History of Krishna, 1886)
- Dharmatattva (Principles of Religion, 1888)
- Devatattva (Principles of Divinity) – posthum veröffentlicht
- Srimadvagavat Gita (1902) – ein Kommentar zur Bhagavad Gita, posthum veröffentlicht

Gedichtsammlung
- Lalita O Manas (1858)

Essays
- Lok Rahasya (Essays on Society, 1874, erweitert 1888)
- Bijnan Rahasya (Essays on Science, 1875)
- Bichitra Prabandha (Gesammelte Essays), Band 1 (1876) und Band 2 (1892)
- Samya (Equality, 1879)

## Ausgaben (in Auswahl)
- Cattopadhyaya, Bankimacandra: The Bankimchandra omnibus / Bankimchandra Chattopadhyay. Bd. 1. New Delhi : Penguin Books 2005. - 535 S., ISBN 0-14-400055-5. - Enthält Kapalkundala, Bishabriksha, Indira, Krishnakanta's Will und Rajani in englischer Sprache.
- Chatterji, Bankim Candra: Anandamath. Transl. and adapted from Bengali by Basanta Koomar Roy. Delhi. Mumbai. Hyderabad : Oriental Paperbacks 2006. (Library of South Asian Literature). 168 S., ISBN 978-81-222-0130-7. - Erweiterter und ergänzter Nachdruck der 1941 erschienenen Ausgabe.